# Гладилин, Никита Валерьевич
Никита Валерьевич Гладилин (род. 23 мая 1965, Москва) — российский литературовед, писатель
, переводчик.

## Биография
Родился в семье журналиста Валерия Тихоновича Гладилина и пианистки, профессора Московской консерватории Елены Вильгельмовны Гладилиной. Племянник писателя А. Т. Гладилина. В 1987 г. окончил факультет немецкого языка Московского государственного института иностранных языков им. Мориса Тореза. С 1997 г. преподаёт немецкий язык и немецкую филологию в вузах г. Москвы, в том числе в Литературном институте им. А. М. Горького (с 1997 г. по настоящее время).

## Научная деятельность
В 2002 г. защитил кандидатскую диссертацию «Гофманиана в немецком постмодернистском романе», в 2013 г. — докторскую диссертацию «Постмодернизм в странах немецкого языка: генезис и основные тенденции развития».
В настоящее время занимается немецкой литературой периода «Бури и натиска».
Автор более 100 научных публикаций. Член Российского Союза германистов.

## Литературное творчество
Роман «Остров традиции» был начат в 1988 году, но закончен и издан лишь в 2013 году. Первоначально издан под псевдонимом, шесть лет спустя — под настоящей фамилией автора. В жанровом отношении роман соединяет черты антиутопии, детектива и исповедальной прозы.
В процессе написания романа размышления его героя сложились в отдельную публицистическую книгу «Заметки безъязыкого» (1993, изд. 1995).
Перевёл с немецкого четыре книги (научно-популярная литература, детское фэнтези).